# Jensen Beach
Jensen Beach é uma Região censo-designada localizada no estado americano de Flórida, no Condado de Martin.

## Demografia
Segundo o censo americano de 2000, a sua população era de 11.100 habitantes.

## Geografia
De acordo com o United States Census Bureau tem uma área de
21,1 km², dos quais 18,8 km² cobertos por terra e 2,3 km² cobertos por água.

## Localidades na vizinhança
O diagrama seguinte representa as localidades num raio de 8 km ao redor de Jensen Beach.